# Юшка, Эгидиюс Ромуальдович
Эгидиюс Ромуальдович Юшка (лит. Egidijus Juška; 12 марта 1975, Вильнюс) — литовский футболист, полузащитник и нападающий. Выступал за сборную Литвы.

## Биография
В начале своей карьеры выступал за клубы чемпионата Литвы — «Гележинис Вилкас» (Вильнюс), «Кареда-Сакалас» (Шяуляй), «Панерис» (Вильнюс), «Атлантас» (Клайпеда), «Жальгирис» (Вильнюс), «Ардена» (Вильнюс). В составе «Кареды» (1997/98) и «Жальгириса» (1998/99) становился чемпионом Литвы.
В 2000 году перешёл в эстонский клуб «ТФМК» (Таллин), в том же сезоне стал лучшим бомбардиром чемпионата Эстонии, забив 24 гола в 22 матчах, разделил бомбардирский титул с Тоомасом Крымом. Следующий сезон провёл в чемпионате Белоруссии в клубе «Торпедо-МАЗ» (Минск). В 2002—2003 годах играл за «Иртыш» (Павлодар) и стал двукратным чемпионом Казахстана. В 2004 году вернулся в ТФМК, где провёл два сезона и в 2005 году завоевал титул чемпиона Эстонии. В одном из матчей, в августе 2004 года против «Лоотуса» (13:0) забил 6 голов. Затем недолгое время выступал в чемпионате Азербайджана, сыграв 4 матча за «Карабах» (Агдам).
В 2006 году вернулся в Литву. Провёл три сезона в вильнюсской «Ветре», затем три сезона в основной команде «Жальгириса». В 2011 году завершил профессиональную карьеру, после чего до конца карьеры играл на любительском уровне за резервные составы «Жальгириса» и клубы низших лиг.
Выступал за молодёжную сборную Литвы. В национальной сборной сыграл единственный матч 18 августа 1999 года в товарищеской встрече против Норвегии, проведя на поле первые 85 минут.
Имеет тренерскую лицензию «Б» (2011).

## Достижения
- Чемпион Литвы: 1997/98, 1998/99
- Серебряный призёр чемпионата Литвы: 1995/96, 1999, 2011
- Бронзовый призёр чемпионата Литвы: 2006, 2008, 2010
- Чемпион Казахстана: 2002, 2003
- Чемпион Эстонии: 2005
- Серебряный призёр чемпионата Эстонии: 2004
- Бронзовый призёр чемпионата Эстонии: 2000
- Лучший бомбардир чемпионата Эстонии: 2000 (24 гола)